# (6214) Mikhailgrinev
(6214) Mikhailgrinev es un asteroide perteneciente al cinturón de asteroides, región del sistema solar que se encuentra entre las órbitas de Marte y Júpiter, más concretamente a la familia de Temis descubierto el 26 de septiembre de 1971 por Tamara Mijáilovna Smirnova desde el Observatorio Astrofísico de Crimea (República de Crimea).

## Designación y nombre
Designado provisionalmente como 1971 SN2. Fue nombrado Mikhailgrinev en homenaje a Mikhail Vasil'evich Grinev, cirujano ruso, director del Instituto de Investigación de Medicina de Emergencia Djanelidze de San Petersburgo entre 1984 y 1998, miembro de la junta directiva de la Asociación Europea de Trauma y Cirugía de Emergencia, profesor de la Universidad de Medicina de San Petersburgo y academia médica para la formación de posgrado. También es reconocido internacionalmente por su investigación clásica en el campo de la cirugía de emergencia, politraumatismos y shock.

## Características orbitales
Mikhailgrinev está situado a una distancia media del Sol de 3,155 ua, pudiendo alejarse hasta 3,744 ua y acercarse hasta 2,567 ua. Su excentricidad es 0,186 y la inclinación orbital 2,367 grados. Emplea 2047,70 días en completar una órbita alrededor del Sol.

## Características físicas
La magnitud absoluta de Mikhailgrinev es 12,3. Tiene 16,819 km de diámetro y su albedo se estima en 0,103. 